# Čúkjó
Čúkjó (30. říjen 1218 – 18. červen 1234) byl v pořadí 85. japonským císařem. Vládl pouze v roce 1221, začal vládnout 13. května, s vládnutím skončil 29. července. Jeho vlastní jméno bylo Kanenari.
Čúkjó byl synem císaře Džuntoka a jeho manželky Ricuko. Čúkjó se na trůn dostal v dvou letech. Jeho otec totiž musel odejít do exilu na ostrov Sado, kvůli pokusu bývalého císaře Go-Toby zbavit moci šógunát Kamakura. Tento pokus byl ale neúspěšný. Čúkjó byl později v témž roce trůnu zbaven a na jeho místo usedl jeho bratranec Go-Horikawa, který byl synovcem Go-Toby.
Podobně jako císaři Džunnin a Kóbun nebyl Čúkjó uváděn na seznamu japonských císařů. Stejně jako další dva jmenovaní je na něm uváděn od dob císaře Mucuhita (Meidžiho) od konce 19. století.
| Japonští císaři      | Japonští císaři | Japonští císaři       |
| -------------------- | --------------- | --------------------- |
| Předchůdce: Džuntoku | 1221 Čúkjó      | Nástupce: Go-Horikawa |